# Obraz Matki Boskiej z Coromoto
Matka Boska z Coromoto (hiszp. Nuestra Señora de Coromoto) – obraz Matki Bożej czczony od połowy XVII w. Według tradycji miał zostać przekazany wodzowi plemienia Coromoto przez Maryję w czasie objawienia w dniu 8 września 1652. Matka Boska z Coromoto została ogłoszona przez papieża Piusa XII patronką Wenezueli.
Według legendy, w roku 1651 lub 1652 Maryja pojawiła się w okolicy Guanare przed wodzem plemienia Coromoto i jego żoną. Matka Boska zwróciła się do nich, zachęcając całe plemię do przyjęcia katolicyzmu z rąk misjonarzy przybyłych z Hiszpanii. Maryja mówiła w ojczystym języku plemienia Coromoto. Wódz opowiedział o całym wydarzeniu Hiszpanowi Juanowi Sanchezowi. Wielu członków szczepu przyjęło chrzest. Sam wódz, chcąc zachować dawną władzę, wkrótce pożałował tego, że opowiedział swoim współplemieńcom o rozmowie z Maryją, i uciekł do dżungli, gdzie zamieszkał w szałasie. Wówczas ponownie objawiła mu się Maryja. Indianin próbował strzelać z łuku, broń jednak wypadła mu z rąk, zaś Maryja zniknęła, gdy próbował wyprowadzić ją z szałasu. Mężczyzna zauważył jednak, że w jego dłoni znajduje się wizerunek Matki Boskiej z Dzieciątkiem Jezus o wymiarach 2,5 na 2 cm. Po tym spotkaniu Indianin przyjął chrzest i sam zaczął szerzyć chrześcijaństwo. Jako datę drugiego objawienia, którego świadkami byli również członkowie rodziny wodza, podaje się 8 września 1652.
Od 1654 obraz przechowywany jest w sanktuarium w Guanare, od 1987 – w specjalnym, ozdobnym relikwiarzu. Świątynia została wzniesiona na miejscu drugiego objawienia. Papież Pius XII ogłosił Matkę Boską z Coromoto patronką Wenezueli.
W 2002 w Maracaibo powstała fundacja Maria Camino a Jesús, która sfinansowała prace nad renowacją wizerunku. W czasie badań nad jego wyglądem i stanem zachowania okazało się, że postacie Maryi i Jezusa, mimo niewielkiego formatu obrazu, ukazane są bardzo starannie. W oczach Matki Boskiej widoczne jest (pod mikroskopem) odbicie ludzkiej postaci. W wizerunku widoczne są elementy symboliki rdzennych ludów amerykańskich. Po ogłoszeniu wyników badań obrazu, katolicki episkopat Wenezueli nawiązał do nich w specjalnym dokumencie, twierdząc, iż pierwsza w historii restauracja obrazu patronki kraju przyczyni się do odnowienia wiary jego mieszkańców. Podkreślili również, że objawienia w Guanare należy interpretować jako wezwanie do zgody w Chrystusie, braterstwa i pojednania mimo różnic kulturowych.
Wiosną 2010 w dzielnicy 23 de Enero w Caracas pojawiły się murale wykonane przez zwolenników rewolucji boliwariańskiej – lewicową zbrojną grupę La Piedrita, na których pojawiły się postacie Chrystusa z karabinem oraz Matki Boskiej z Coromoto trzymającej broń.